# نيويورك، نيويورك (فلم)
نيويورك، نيويورك فيلم أمريكي غنائي من عام 1977 من إخراج مارتن سكورسيزي.

## روابط خارجية
- نيويورك، نيويورك على موقع IMDb (الإنجليزية)
- نيويورك، نيويورك على موقع الموسوعة البريطانية (الإنجليزية)
- نيويورك، نيويورك على موقع روتن توميتوز (الإنجليزية)
- نيويورك، نيويورك على موقع قاعدة بيانات الأفلام العربية
- نيويورك، نيويورك على موقع ألو سيني (الفرنسية)
- نيويورك، نيويورك على موقع Turner Classic Movies (الإنجليزية)
- نيويورك، نيويورك على موقع أول موفي (الإنجليزية)
- نيويورك، نيويورك على موقع بوكس أوفيس موجو (الإنجليزية)
- نيويورك، نيويورك على موقع فيلمافينيتي (الإسبانية)
- نيويورك، نيويورك على موقع قاعدة بيانات الأفلام السويدية (السويدية)